# Elfego
San Elfego (en anglosajón Ælfheah y en inglés moderno Alphege) (Bath, Inglaterra, 954-Greenwich, Inglaterra, 19 de abril de 1012) fue un obispo anglosajón de Winchester y posteriormente arzobispo de Canterbury y primer mártir de Canterbury. Noble de nacimiento, se convirtió en anacoreta antes de ser elegido abad de la abadía de Bath. Sus virtudes lo llevaron al puesto del episcopado, convirtiéndose posteriormente en arzobispo. Fue responsable de alentar el culto de san Dunstán y además promovió la educación. Capturado por los vikingos invasores en 1011, fue asesinado en 1012 por resistirse a que se pagara su rescate. Después, fue proclamado como santo por el papa Gregorio VII en 1078.

## Vida
San Elfego nació en el suburbio de Weston, cerca de la ciudad de Bath perteneciente al condado de Somerset, en una familia noble. A edad muy temprana decidió convertirse en monje a pesar de los lamentos de su madre, que había enviudado. Entró en el monasterio de Deerhurst, trasladándose después a Bath, donde se convirtió en anacoreta y fue seguido por muchos de sus anteriores discípulos. Posteriormente, tras la persuasión de Dunstán, fue nombrado abad de la abadía de Bath, siendo reconocido por su piedad y austeridad. Tras la muerte de Aethelwold obispo de Winchester, la influencia de Dunstán, probablemente, aseguró su elección en 984 para ese cargo. Mientras estuvo en dicho obispado, fue el mayor responsable de la construcción de un gran órgano que se podía escuchar a una milla de distancia de la catedral y que requería más de veinticuatro hombres para ponerlo en funcionamiento. También construyó y amplió las iglesias de la ciudad. En esta época, Inglaterra era presa continua de los ataques vikingos. El rey Etelredo II el Indeciso había recurrido en varias ocasiones a los sobornos, con los cuales esperaba comprar un alivio de sus ataques; pero entre otras cosas Elfego usó su capacidad de convencimiento para intentar detenerlos. En 994, Olaf I rey de Noruega y sus hombres, atacaron Londres. Fueron derrotados y se desplazaron a la costa sur pasando el invierno en Southampton. El rey Etelredo envió a Elfego y a Ethelward, ealdorman (jefe magistrado) de Wessex para visitar a Olaf y pedirle una audiencia con el rey inglés; llevaron al noruego hasta Andover, donde Eteraldo residía. Olaf era cristiano, pero aún no había recibido la confirmación, entonces Elfego lo persuadió para entrar en una tregua de paz a cambio de confirmarlo y de que el rey Etelredo lo adoptara como hijo. Acordaron además el pago del danegeld que era el nombre del tributo a los invasores vikingos para que cesaran los ataques. Gracias a este trato, Olaf prometió no invadir Inglaterra de nuevo; y mantuvo fielmente esta promesa.
En 1006, se convirtió en sucesor de Aelfric como arzobispo de Canterbury. Mientras se encontraba en Canterbury, alentó el culto a san Dunstán, además de introducir nuevas prácticas en la liturgia. También trajo con él la cabeza de san Swithun como una reliquia. Fue Elfego quien envió a Aelfric a la abadía de Cerne para hacerse cargo de la escuela monástica de ese lugar. Elfego se encontraba presente en el concejo de Enham en mayo de 1008 donde Wulfstan II, arzobispo de York, predicó su homilía Sermo Lupi ad Anglos o "El sermón del lobo y el inglés", donde criticaba a los ingleses por sus fallas morales y los culpaba de las tribulaciones que afligían al país, entre ellas los ataques de los invasores vikingos; homilía que lo inspiró a tomar medidas sobre la defensa de la nación.
A dos años de obtener el arzobispado, las invasiones vikingas comenzaron de nuevo. Una flota danesa llegó a Inglaterra en dos divisiones. La primera comandada por Earl Torkell, y la segunda por sus hermanos Héming y Eglaf. A partir de este momento las invasiones vikingas no cesaron.

## Muerte
En 1011, los vikingos realizaron una nueva incursión en Inglaterra, y del 8 al 29 de septiembre asediaron Canterbury. Los invasores saquearon finalmente la ciudad a través de la información obtenida de la traición de un hombre llamado Alfmaer, el abad de la abadía de san Agustín, quien había sido salvado en una ocasión por Elfego. Durante la invasión, la ciudad fue saqueada, la catedral fue incendiada, y tomaron una gran cantidad de prisioneros para venderlos como esclavos. Entre ellos se encontraba Elfego, cuyo cautiverio fue mantenido por siete meses en espera de un pago por su rescate. Además de él, se encontraban capturados Godwine I, obispo de Rochester, Leofrun, abadesa de San Mildrith, y el reeve del rey Ælfweard Alfmaer, quien habiendo traicionado a la ciudad, se las arregló para poder escapar. En abril del siguiente año los Witenagemot se reunieron en Londres donde acordaron pagar a los daneses £84,000 en danegeld para que se retiraran. Sin embargo Elfego se negó a pagar o a que se pagara un rescate de £3,000 extra por él sabiendo la pobreza en que se encontraba el país, que en esa época era considerada una cantidad exorbitante. Según una crónica de la época, el líder invasor Thorkell el Alto mencionó estar presente y haber intentado salvar a Elfego y sobornando a los exaltados con sus pertenencias y su botín, exceptuando su nave, pero sus hombres estaban ebrios, enojados por su desafío y habían perdido el control, cabe mencionar que las Crónicas Anglosajonas no mencionan esta presencia. Su martirio se consideró durante mucho tiempo un ejemplo de la crueldad de los vikingos.
En referencia a la muerte de Elfego aparece el siguiente texto en la Crónica anglosajona:

... ya que ahí había vino, desde el sur vinieron. Después tomaron al obispo [...] en la  víspera del domingo después de pascua [...] Ellos lo aplastaron con huesos y cuernos de oxen; y uno de ellos lo golpeó con un hacha de hierro en la cabeza; ese golpe lo derribó; y su santa sangre cayó en la tierra, mientras que su sagrada alma fue enviada al reino del Señor.

San Elfego fue el primer arzobispo de Canterbury en morir como mártir. Algunas fuentes registran el golpe final, dado con la parte posterior de un hacha, como parte de un acto de bondad por un converso al cristianismo llamado Thrum. Se cree que las últimas palabras de Elfego fueron: 

El oro que les doy es la palabra de Dios.

Frase que dijo en respuesta a la exigencia del pago del rescate de los vikingos. Fue asesinado en Greenwich, Kent (ahora Londres), se cree que en donde se encuentra actualmente la iglesia de san Elfego el 19 de abril de 1012, justo frente al lugar donde se cree que fue martirizado se encuentra una tabla donde están las siguientes palabras grabadas: 

Aquel que muere por la justicia muere por Dios.

Fue enterrado en la Catedral de San Patricio, pero después de que Canuto el Grande se convirtió en rey de Inglaterra en 1016, decidió trasladar su cuerpo hacia Canterbury, adoptó una política de conciliación logrando un traslado con gran ceremonia en 1023. Diez años después se exhumó su uerpo para ser trasladado a la a la catedral de Canterbury, mismo que fue encontrado incorrupto. Después de la muerte de Elfego, Thorkell el Alto líder de los vikingos quedó horrorizado por la brutalidad de sus compañeros saqueadores y prefirió servir al rey inglés Etelredo II el Indeciso.
Después del golpe fatal en la cabeza, se dice que la sangre de Elfego goteó sobre un remo de madera de los vikingos y que este germinó.

## Veneración

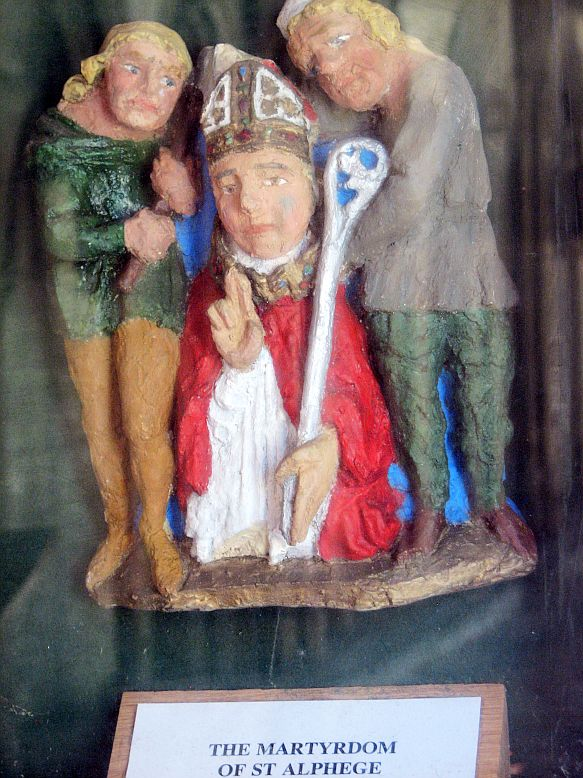
La estatua pintada del martirio de San Elfego, en la Catedral de Canterbury.

En 1078, Lanfranc, un italiano con gusto por las tradiciones normandas, ocupó el cargo de arzobispo de Canterbury. Debido a esto menospreciaba a los anglosajones que estaban a su cargo y tachando a los santos locales de calidad dudosa. Se oponía a que Elfego fuera canonizado ya que fue asesinado por razones políticas y no por renegar de Cristo, como la tradición requería hasta ese momento. Anselmo de Canterbury le convenció de que Juan Bautista tampoco había muerto por abjurar y de cualquier modo fue considerado por la iglesia como santo. Esto logró que junto con Agustín de Canterbury, Elfego fuera el único arzobispo de Canterbury anglosajón anterior a la conquista que Lanfranc mantuvo en la calendarización de santos pertenecientes a esta sede. Justamente en ese año fue canonizado por el papa Gregorio VII otorgándole como día festivo en 19 de abril. La creación de santos en décadas posteriores fue mayormente intervenida por la curia papal, los papas exigían con más frecuencia pruebas de milagros o virtudes basadas en declaraciones de testigos de fiar.
Su altar, cuya reconstrucción fue rechazada por Lanfranc, fue reconstruido y expandido por Anselmo de Canterbury a principios del siglo XII.  Después del incendio de la catedral de Canterbury en 1174, los restos de Elfego fueron ubicados junto con los de san Dunstán, alrededor del altar mayor. Actualmente, un pavimento enlosado con hendiduras al norte del altar mayor en la Catedral de Canterbury señala el lugar donde se cree que estuvo el altar del Medioevo. Todavía se conserva el "Life of St. Alphege" o "Vida de San Alphege" en verso y prosa, escrito por un monje de Canterbury de nombre Osborn a pedido de Lanfranc.
El 29 de diciembre de 1170 el entonces arzobispo de Canterbury, Tomás Becket fue decapitado en el altar mayor de la catedral, justo sobre la sepultura de Elfego por cuatro caballeros del rey Enrique II, se menciona en varias fuentes que al momento de ser asesinado se encontraba rezando a san Elfego quien había sido su predecesor, hecho que convirtió la catedral en un centro de peregrinaje.